# ساتي (بوذية)
الساتي (في لغة البالي والسنسكريتية: smṛti) هي الوعي أو الوعي التام، وهي قدرة نفسية متأصلة (إندريا) تشكل جزءاً أساسياً من الممارسة البوذية، وتعد العامل الأول من عوامل التنوير السبعة، كما يعتبر الوعي «الصحيح» التام (في لغة البالي: sammā-sati، وفي السنسكريتية: samyak-smṛti) العامل السابع من الطريق النبيل الثماني.

## التعريف
يعود أصل هذا المصطلح البوذي إلى كلمة ساتي في لغة البالي، ونظيرتها سمرتي في السنسكريتية، وحسب روبيرت شارف، كان معنى هذين الكلمتين موضعاً للكثير من الجدل والنقاش. إذ تشير سمرتي في الأصل إلى «فعل التذكّر»، كتقليد تذكّر النصوص المقدسة في الفيدا (في اللغة السنكسريتية: वेद، وتعني المعرفة).
وتعني كلمة ساتي أيضاً «فعل التذكر»، وتشير في الساتيباتثانا-سوترا إلى المحافظة على الوعي للواقع، حيث يمكن إبصار الطبيعة الحقيقية للظواهر.
ويشير شارف أيضاً إلى النص ميليندا بانيا (أي تساؤلات ميليندا)، الذي شرح نشوء دعوات الساتي لتذكر جميع الدارما (أي قوانين الطبيعة) المفيدة، كالأساسات الأربعة للوعي التام، والقدرات المتأصلة الخمس، والطريق النبيل الثماني، وبلوغ البصيرة.
وحسب روبيرت غيثين (Rupert Gethin):
وينوّه شارف أيضاً إلى أن الوعي التام ليس «مجرد انتباه»، علماً أن الأخير هو التفسير المعاصر الشائع للساتي، «بما أنه يستلزم، من بين الأمور الأخرى، التمييز المناسب للتكافؤ الأخلاقي للظواهر عندما تنشأ.»
بينما اعتقد بول ويليامز (Paul Williams)، إشارة إلى إريش فغروفالنر (Erich Frauwallner)، أن الوعي التام مهّد الطريق للحرية، «مراقباً التجربة الحسية باستمرار لمنع نشوء الرغبات التي قد توظف التجارب المستقبلية في للولادات المجددة.»
وحسب فيتر (Vetter) ربما كانت الذيانا «أي الاستقرار التأملي» الممارسة الأصلية الجوهرية لبوذا، وساعدت على المحافظة على الوعي التام.

## الترجمات
نقل المترجمون الكلمة السنسكريتية ساتي إلى ترينبا في اللغة التبتية (أو حسب الترجمة الحرفية لوايلي: دران با)، وإلى نيان (念) في الصينية.

### لغة البالي
ترجم علّامة لغة البالي توماس ويليام ريس ديفيدس (Thomas William Rhys Davids) (1843-1922) كلمة ساتي بدايةً عام 1881 إلى الوعي التام في الإنكليزية (mindfulness)، وبالتالي عنت ساما-ساتي (sammā-sati) «الوعي الصحيح التام: أي الذهن النشيط واليقظ».
علماً أن دانيال جون غوجرلي (1845) ترجم ساما-ساتي بدايةً كـ«التأمل الصحيح»، وشرح:
وقد عرّف هنري ألاباستر (Henry Alabaster) "الساتيباتثانا/السمرتيو باسثانا" في كتابه "عجلة القانون: البوذية موضحة من مصادر سيامية بالاستعانة بالبوذية الحديثة، وحياة بوذا، وتفسير للفرابات) عام 1871، على أنها "فعل المحافظة على وعي الذات".
وقد وُجد المصطلح الإنكليزي (mindfulness)، أي الوعي التام، سابقاً قبل أن يبدأ توظيفه في السياق البوذي «الغربي»، وقدم تسجيله في البداية كـ (myndfulness) عام 1530، عندما ترجم جون بالسغريف (John Palsgrave) كلمة (pensee) الفرنسية «أي التفكير»، ومن ثم تحول إلى (mindfulnesse) عام 1561، ونهايةً إلى (mindfulness) عام 1817، وتتضمن المصطلحات السابقة المشابة شكلياً: (mindful) التي تم أول تسجيل لها عام 1340، و (mindfully) عام 1382، وكلمة (mindiness) حوالي عام 1200 وهي المهملة اليوم.
ويؤكد جون د. دَن (John D. Dunne)، وهو أستاذ مساعد في جامعة إيموري يركز في أبحاثه الحالية على مفهوم «الوعي التام» بالذات في سياقات نظرية وعملية معاً، على أن ترجمة ساتي وسمرتي كـ«وعي تام» أمر مربك، وأن عدداً من العلّامين البوذيين قد بدؤوا بمحاولة اعتماد مصطلح «تذكر» كالبديل الأفضل لها.
ويشير الراهب بيكخو بوذي (Bhikkhu Bodhi) إلى «الذاكرة» كتعريف للساتي أيضاً، فيقول:

### السنسكريتية
تعني الكلمة السنسكريتية (smṛti स्मृति) (والمترجمة حرفياً بطرق متنوعة كـ" smriti" أو "smRti" أو "sm'Rti") حرفياً: «ما يتم تذكره»، وتشير إلى كل من «الوعي التام» في البوذية، و«صنفٍ من النصوص الموزونة» في الهندوسية، فتلي نصوص الشروتي (Śruti) من حيث القوة والسلطة.
ويميّز قاموس السنسكريتية-الإنكليزية لمونيير مونيير ويليامز (Monier Monier-Williams) ثمانية معانٍ لسمرتي: «التذكر، أو الذكرى، أو التفكر بالشيء، أو استدعاؤه للذهن، أو الذاكرة»:
1. الذاكرة كإحدى المشاعر العابرة (Vyabhicāri-bhāvas)
2. الذاكرة (مجسدةً إما كابنة داكشا وزوجة أنغِراس، أو ابنة دارما وميدا)
3. المضمون الكامل للتقليد المقدس أو ما يتذكره المعلمون البشر، ويتميز بالتضاد مع الشروتي أو ما يتم سماعه أو إظهاره مباشرة لشعراء الريشي، ويتضمن هذا الاستخدام لمصطلح سمرتي بشكل شائع قواعد سلوك الفيدانغا الست، وكل من نصوص الشروتا-سوترا والكالبا-سوترا¬، ونص المانوسمرتي، وكتب الإيتيهاسا «التاريخ» المقدسة؛ مثل المهابهاراتا والرامايانا، بالإضافة إلى نصوص البورانا والنيتيساسترا
4. المضمون الكامل لرموز القانون كما تناقله المدوّنون أو التقليد، وخصوصاً رموز المانوسمرتي، والياينافالكيا-سمرتي، والمشرّعون الستة عشر المستَلهَمين الذين خلفوهما، راسين مدركاتهم على تقاليد الفيدا
5. اسم رمزي للرقم 18 (من المشرعين الثمانية عشر المذكورين أعلاه)
6. نوع من الوزن الشعري
7. اسم للحرف (ग्)
8. رغبة أو أمنية[13]

### الصينية

خط كبير من سلالة زو الحاكمة 771-221 ق.م

ترجم علّامو البوذية سمرتي إلى الكلمة الصنية نيان (念)، بمعنى «الدرسة، أو القراءة جهراً، أو التفكّر بكذا، أو التذكر، أو التذكير».
وتُستخدم نيان عادةً في كلمات صينية المندرين، مثل غوانيان (觀念) بمعنى «مفهوم أو فكرة»، وهوانيان (懷念) بمعنى «الاعتزاز بذكرى كذا، أو التفكّر بكذا»، ونيانشو (念書) أي «القراءة أو الدراسة»، ونيانتو (念頭) أي «الخاطرة أو الفكرة أو النية»، ومن المصطلحات البوذية المتخصصة: نيانفو (念佛) أي «ترتيل اسم بوذا، أو الصلاة لبوذا»، ونيانجينغ (念經) أي «ترتيل مختلف السوترا».
ويتألف الحرف الصيني نيان (念) من جين (今) أي "الآن أو هذا"، وسين (心) أي "القلب أو الذهن"، ويشرح بيرنارد كارلغرين (Bernhard Karlgren) أن نيان تعني صورياً "التفكّر، أو التفكير، أو الدراسة، أو الحفظ بصماً، أو التذكر، أو الترتيل، أو القراءة، أي إبقاء الشيء (今) في الذهن (心).
ويقدم معجم للمصطلحات البوذية الصينية ترجمات أساسية لكلمة نيان: «التذكر، والذاكرة، والتفكّر، والتبصّر، والتكرار، والترنيم، وفكرة، ولحظة»، بينما يعطي المعجم الرقمي للبوذية ترجمات أكثر تفصيلاً للكلمة:
- التذكّر (سمرتي في السنسكريتية، ودران با في التبتية)، والذكرى، والوعي والتركيز، والوعي التام لبوذا، كما في ممارسة الأرض الطاهرة في البوذية،
- التذكر الراسخ، أي التأكد من أفكار الذات،
- التفكر بالذهن دون التعبير بالحديث، وكذلك التأمل، والحكمة التأملية،
- الذهن والوعي،
- فكرة، أو لحظة التفكير بها،
- الصبر وضبط الذات.[16]

## الممارسة
يعتبر الوعي التام ترياقاً للوهم (موها في لغة البالي)، وبذلك يشكل إحدى القوى (بالا في لغة البالي) التي تساهم في الوصول إلى النيرفانا (السكينة)، وتصبح هذه القدرة قوةً خصوصاً عندما تترافق مع الاستيعاب الواضح لأي مما يجري، علماً أن النيرفانا هي حالة وجودية يتم فيها التغلب على الطمع، والكراهية والوهم، والتخلي عنهم، فلا يتبادرون للذهن.

### الساتيباتثانا
وتصف التيرافادا نيكايا «أي مجموعة مذهب مدرسة الأقدمين» أهمية تحقيق الوعي التام (satipaṭṭhāna) في الحياة اليومية للفرد، والحفاظ قدر الإمكان على إدراك هادئ للجسم، والمشاعر، والذهن، وجميع الدارما، ويعتبر الساتيباتثانا-سوترا (في السنسكريتية Smṛtyupasthāna Sūtra) نصاً قديماً يتناول الوعي التام، ومن أهم التعاليم المبتكرة للبوذية جمع الاستقرار التأملي مع الفطنة المحرِّرة.

### الآناباناساتي
تعني الآناباناساتي (Ānāpānasati) (في لغة البالي والسنسكريتية: ānāpānasmṛti، وفي الصينية: 安那般那) «الوعي التام للتنفس»، إذ تعني ساتي «الوعي التام»، وتشير آنابانا إلى الشهيق والزفير، وتعد نوعاً من التأمل البوذي الشائع حالياً في المدارس التبتية، والزِن، والتيانتاي والتيرفادا، بالإضافة إلى برامج الوعي التام في الغرب.
كما تعني الآناباناساتي الإحساس بالشعور الناجم عن حركات التنفس في الجسم، وحسب التقاليد، كان بوذا أول من لقّن الآناباناساتي في العديد من السوترا، بما فيها الآناباناساتي-سوترا.

### الفيباسانا
تعني الفيباسانا (في لغة البالي: Vipassanā ، والسنسكريتية: विपश्यन) «تبصر الطبيعة الحقيقية للواقع»، فتستلزم في السياق التيرافادي تبصّر معالم الوجود الثلاثة، أي مؤقتية كل ما هو موجود ومحدود وعدم كفاءته للإرضاء، بالإضافة إلى اللا ذات.
كما تتطلب في سياقات المهايانا (المذهب الأساسي الآخر للبوذية إلى جانب التيرفادا، وتعني في السنسكريتية: المركبة الكبرى) التبصر فيما يوصف بعدة طرق كـسونياتا (مفهوم بوذي، وتعني حرفياً: الفراغ)، وتاتهاتا (مفهوم بوذي أيضاً، وتعني حرفياً: الهكذائية)، أي التلازم المستمر (عقيدة الحقيقتين) لكل من المظهر، والوضوح، والنعيم مع الفراغ.
وتُستخدم الفيباسانا بشكل شائع كأحد القطبين الرئيسيين لتصنيف أنماط الممارسات البوذية، إلى جانب السماثا (في لغة البالي والسنسكريتية: śamatha، وهي ممارسة بوذية لتهدئة الذهن) [24]ورغم أن كلا المصطلحين يظهران في السوترا-بيتاكا (وهي ثاني الأقسام الثلاثة لشريعة بالي، أو مجموعة مدونات التيرفادا البوذية في لغة البالي)، يجادل غومبريتش (Gombrich) وبروكس (Brooks) أن الاختلاف بينهما كطريقين منفصلين يعود للتفسيرات الأولى للسوترا-بيتاكا، وليس نصوص السوترا بذاتها.
وتختلف العديد من التقاليد حول تصنيف التقنيات المتنوعة ضمن أحد القطبين، وحسب المعتقدات التيرفادية التقليدية المعاصرة، تُستخدم السماثا في التحضير للفيباسانا، مهدئةً الذهن ومعززة التركيز لتمكين البصيرة، والتي تؤدي بدورها إلى التحرر.
وقد اكتسبت طريقة الفيباسانا في التأمل شعبية في الغرب من خلال حركة الفيباسانا البوذية المعاصرة، وقد تمت صياغتها على غرار ممارسات التأمل الخاصة بالتيرفادا البوذية، والتي تَعتبر طرق تأمل الفيباسانا والآنابانا تقنياتها الأساسية، وتؤكد على تعاليم الساتيباتثانا-سوترا.

### السامبراجانيا والأبرامادا والأتابا
يتضمن «الوعي التام» في الممارسة البوذية أيضاً السامبراجانيا (في لغة البالي والسنسكريتية: saṃprajanya) وتعني «الاستيعاب الواضح»، والأبرامادا (في السنسكريتية: apramāda) وتعني «اليقظة والاحتراس».}} ويحصل التباس في ترجمة المصطلحات الثلاثة السابقة أحياناً، فتترجم جميعها إلى «وعي تام»، ولكن معانيها نوعية وتختلف قليلاً في الحقيقة.
وفي الساتيباتثانا-سوترا، تجتمع الساتي والسامبراجانيا مع الأتابا (في لغة البالي والسنسكريتية: ātapaḥ) وتعني «الحماسة»، وتؤلف الثلاثة مع بعضها اليونيساس ماناسكارا (في لغة البالي والسنسكريتية: yoniśas manaskāraḥ) وتعني «الانتباه الملائم أو التفكّر الحكيم».

### «مجرد انتباه»
أبدى جرجس دريفُس (Georges Dreyfus) قلقاً حول تعريف الوعي التام على أنه «مجرد انتباه» أو «غير مسهب أو لاحكمي» أو «وعي يتمركز حول الحاضر»، مؤكداً على أن «الوعي التام» يعني في السياق البوذي أيضاً «التذكّر»، ما يشير أيضاً إلى أن وظيفته تتضمن الاحتفاظ بالمعلومة، واختتم معاينته بتصريحه:
ويؤكد جاي غارفيلد (Jay Garfield)، مقتبساً الراهب الهندوسي شانتيديفا ومصادر أخرى، أن الوعي التام يتألف من اتحاد استدعاء المعلومة للذهن مع الاحتفاظ بها فيه بيقظة، ويوضّح وجود رابط مباشر بين ممارسة الوعي العام وتهذيب الأخلاق، على الأقل في سياق البوذية التي تتفرع منه التفسيرات المعاصرة للوعي التام.

### نصوص الآغاما
يشير المصطلح آغاما (āgama، وفي السنكسريتية: आगम) في البوذية لمجموعة من النصوص (السوترا) التابعة للمدارس البوذية الماهايانستية الأولى، والتي تم حفظها بالصينية والسنسكريتية ولغات أخرى، وتناقش عشرة أشكال من الوعي التام، فيتضمن النص إيكوتارا آغاما (في الصينية التقليدية: 增壹阿含經):
1. الوعي التام لبوذا
2. الوعي التام للدارما
3. الوعي التام للسانغا (النسّاك البوذيين)
4. الوعي التام للعطاء
5. الوعي التام للجنات
6. الوعي التام للتوقف والراحة
7. الوعي التام للانضباط
8. الوعي التام للتنفس
9. الوعي التام للجسد
10. الوعي التام للموت

وحسب نان هواي تشين (Nan Huaijin)، يركز النص المذكور على الوعي التام للتنفس أكثر من الطرق الأخرى، ويلقّن أكثر التعاليم نوعيةً لهذا النمط المحدد من الوعي التام.

### الوعي التام في علم النفس
يتم توظيف ممارسة الوعي العام، المأخوذة من التقاليد البوذية، في علم النفس لتخفيف العديد من الحالات الذهنية والجسدية، بما في اضطراب الوسواس القهري والقلق، وفي منع نُكس الاكتئاب وإدمان المخدرات.